# Honor Rising: Japan (2018)
Honor Rising: Japan 2018 fue la tercera edición de Honor Rising: Japan, un evento pago por visión de lucha libre profesional producido por la New Japan Pro-Wrestling y Ring of Honor. Tuvo lugar el 26 de febrero y 27 de febrero de 2018 desde el Korakuen Hall en Tokio, Japón.
Esta sería la tercera edición consecutiva del evento en ser realizada en la Korakuen Hall después de los años  2016 y 2017, y la tercera en realizarse en Tokio, Japón.

## Producción
El 21 de agosto de 2015, en un show de Ring of Honor (ROH) en Filadelfia, Pensilvania, el jefe de operaciones de ROH, Joe Koff, el embajador Cary Silkin y la figura de autoridad en pantalla Nigel McGuinness se unieron al presidente de New Japan Pro-Wrestling (NJPW) Naoki Sugabayashi y el árbitro Tiger Hattori por un anuncio sobre la continuación de una relación de trabajo entre las dos empresas.

## Resultados

### Día 1: 23 de febrero
En paréntesis se indica el tiempo de cada combate:
- Bullet Club (Bad Luck Fale & Yujiro Takahashi) derrotaron a Katsuya Kitamura y Toa Henare (7:20).
  - Fale cubrió a Kitamura después de un «Grenade».
- Delirious, Jushin Thunder Liger y Cheeseburger derrotaron a Bullet Club (Hikuleo, Tama Tonga y Tanga Loa) (7:08).
  - Delirious cubrió a Hikuleo después de un «Shotei Palm Strike» aplicado por Cheeseburger.
- The Young Bucks (Matt Jackson & Nick Jackson) derrotaron a David Finlay y Juice Robinson (12:05).
  - Matt y Nick cubrieron a Finlay después de un «Meltzer Driver».
- Flip Gordon derrotó a KUSHIDA y Hiromu Takahashi (12:48)
  - Gordon cubrió a Takahashi después de un «450 Splash».
- CHAOS (YOSHI-HASHI, Chuckie T. & Jay White) derrotaron a Dalton Castle, Ryusuke Taguchi y Jay Lethal (10:10).
  - White cubrió a Taguchi después de un «Blade Runner».
- Hirooki Goto (c) derrotó a Beer City Bruiser y retuvo el Campeonato de Peso Abierto NEVER (13:38).
  - Goto cubrió a Bruiser después de un «GTR».
- Bullet Club (Cody, Hangman Page & Marty Scurll) derrotaron a Golden☆Lovers (Kenny Omega & Kota Ibushi) y Chase Owens (20:30).
  - Päge cubrió a Ibushi después de un «Roll Up».

### Día 2: 24 de febrero
En paréntesis se indica el tiempo de cada combate:
- Beer City Bruiser derrotó a Toa Henare (4:25)
  - Bruiser cubrió a Henare después de un «Frog Splash».
- David Finlay, Juice Robinson y Jay Lethal derrotaron a Bullet Club (Hikuleo, Chase Owens & Yujiro Takahashi) (6:35).
  - Lethal cubrió a Hikuleo después de un «Diving Elbow Drop».
- Los Ingobernables de Japón (Bushi & Hiromu Takahashi) derrotaron a Ryusuke Taguchi y Flip Gordon (10:17).
  - Takahashi cubrió a Gordon después de un «Doomsday MX».
- Bullet Club (Bad Luck Fale, Tama Tonga & Tanga Loa) (c) defeated Delirious, Jushin Thunder Liger y Cheeseburger y retuvieron el Campeonato en Parejas de Peso Abierto 6-Man NEVER (9:16).
  - Tonga y Loa cubrieron a Cheeseburger después de un «Guerrilla Warfare».
- The Hung Bucks (Matt Jackson, Nick Jackson & Hangman Page) derrotaron a CHAOS (Jay White, Chuckie T. & YOSHI-HASHI) (12:35).
  - Page cubrió a White después de un «Rite of Passage».
  - Después de la lucha, Page continuó atacado a White.
- Dalton Castle (c) derrotó a Beretta y Beer City Bruiser y retuvo el Campeonato Mundial de ROH (16:00).
  - Castle cubrió a Bruiser después de un «German Suplex Hold».
  - Originalmente, Castle iba a defender el título solamente contra Beretta, pero Bruiser fue añadido a la lucha, convirtiéndola en un Triple Threat Match.
- Golden☆Lovers (Kenny Omega & Kota Ibushi) derrotaron a Bullet Club (Cody & Marty Scurll) (20:15).
  - Ibushi cubrió a Scurll después de un «Golden Trigger».